# Eukiefferiella asamaquarta
Eukiefferiella asamaquarta är en tvåvingeart som beskrevs av Sasa 1991. Eukiefferiella asamaquarta ingår i släktet Eukiefferiella och familjen fjädermyggor. Inga underarter finns listade i Catalogue of Life.